# Saint-Honoré-les-Bains
Saint-Honoré-les-Bains ist eine französische Gemeinde mit 687 Einwohnern (Stand 1. Januar 2022) im  Département Nièvre in der Region Bourgogne-Franche-Comté (vor 2016 Bourgogne). Sie gehört zum Arrondissement Château-Chinon (Ville) und zum Kanton Luzy. Die Einwohner werden Saint-Honoréens genannt.

## Geographie
Saint-Honoré-les-Bains liegt etwa 55 Kilometer ostsüdöstlich von Nevers am Rande des Morvan. Umgeben wird Saint-Honoré-les-Bains von den Nachbargemeinden Préporché im Norden, Villapourçon im Nordosten und Osten, Sémelay im Süden sowie Vandenesse im Westen.

## Bevölkerungsentwicklung
| Jahr                       | 1962 | 1968 | 1975 | 1982 | 1990 | 1999 | 2006 | 2011 | 2020 |
| -------------------------- | ---- | ---- | ---- | ---- | ---- | ---- | ---- | ---- | ---- |
| Einwohner                  | 993  | 977  | 958  | 831  | 754  | 763  | 846  | 835  | 698  |
| Quellen: Cassini und INSEE |      |      |      |      |      |      |      |      |      |

## Sehenswürdigkeiten
- Kirche Saint-Loup aus dem 12. Jahrhundert
- Benediktiner-Priorat Saint-Honorat, 1106 gegründet
- Kapelle Sacre-Cœur, 1860 gebaut

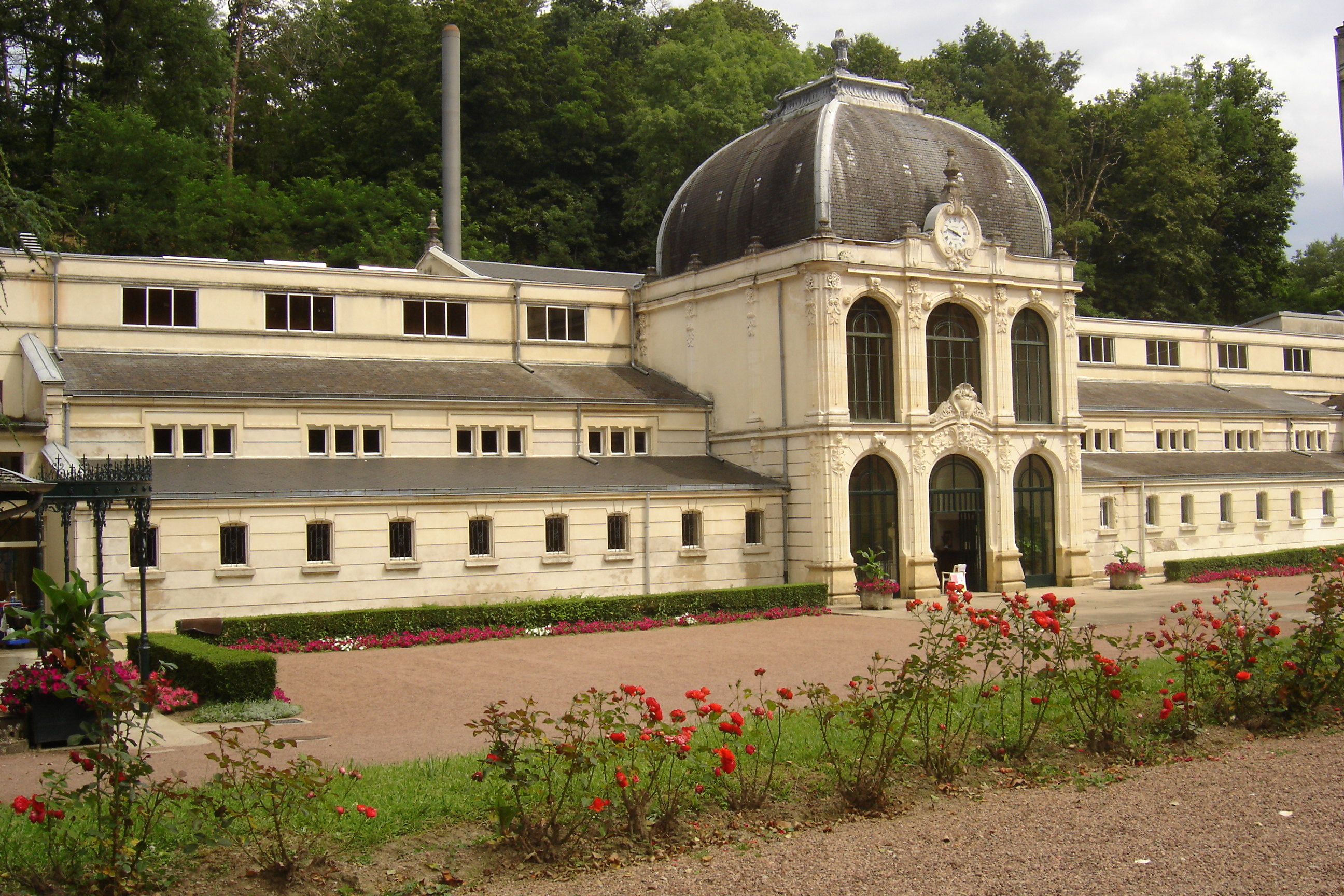
Thermen von Saint-Honoré-les-Bains
- Schloss La Montagne
- Herrenhaus von La Quedre
- Herrenhaus von Le Gué
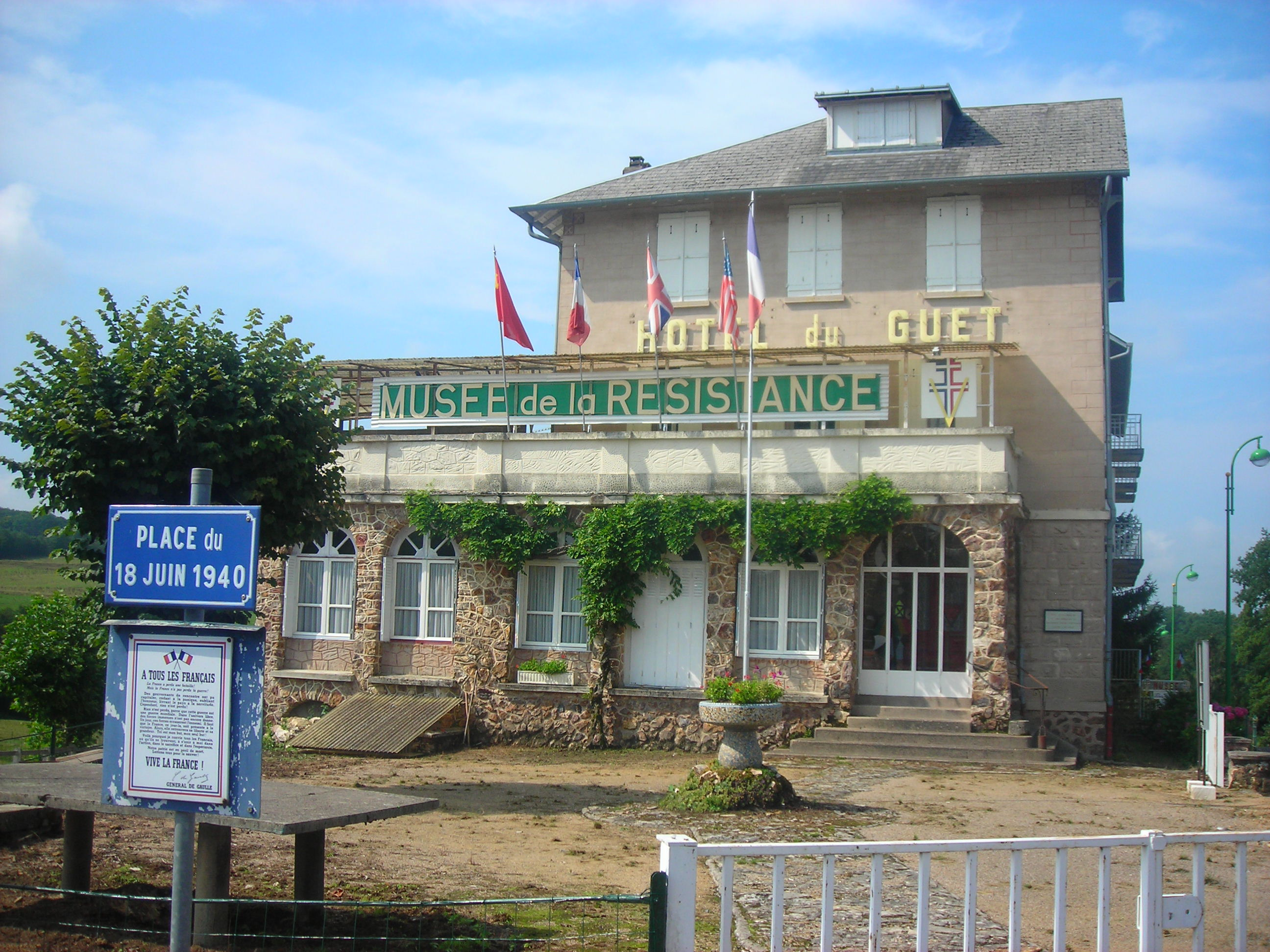
Widerstandsmuseum
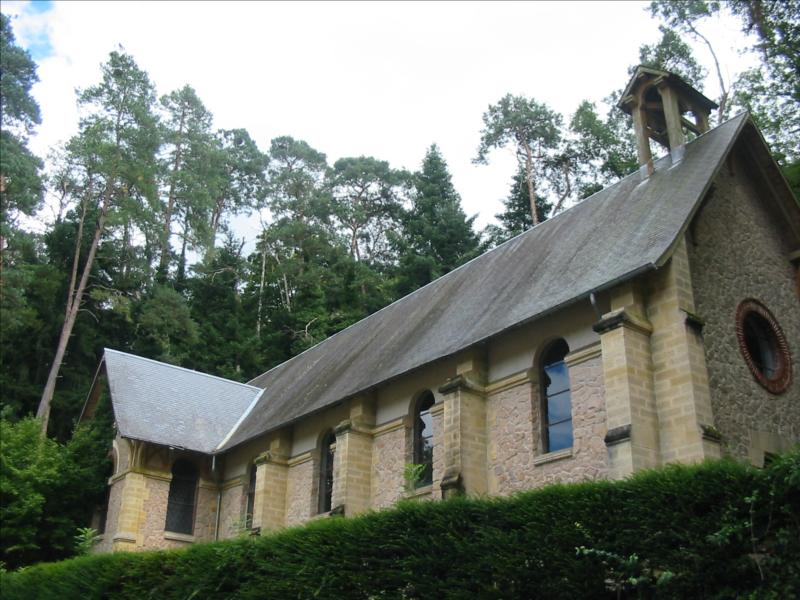
Kapelle Sacre-Cœur

- Thermen von Saint-Honoré-les-Bains
- Widerstandsmuseum
- Kapelle Sacre-Cœur